# Wucheng, Wuwei
Wucheng (kinesiska: 无城) är en köping i östra Kina. Den ligger i staden Wuwei på häradsnivå, som ligger i staden Wuhu på prefekturnivå i provinsen Anhui,  omkring 87 kilometer sydost om provinshuvudstaden Hefei.